# Betonica orientalis
Betonica orientalis ist eine Pflanzenart aus der Gattung der Betonien (Betonica) innerhalb der Familie der Lippenblütler (Lamiaceae).

## Beschreibung

### Unterscheidung zu anderen Arten
Betonica orientalis ist durch die filzige Behaarung (unter dem Mikroskop als Sternhaare zu erkennen) von Betonica officinalis gut zu unterscheiden. Morphologisch am nächsten verwandt ist in Europa Betonica scardica aus dem Balkanraum.

### Vegetative Merkmale
Betonica orientalis ist eine ausdauernde krautige Pflanze und erreicht Wuchshöhen von 30 bis 60 Zentimetern. Sie bildet ein unterirdisches, knotiges Rhizom als Überdauerungsorgan aus. Der aufrechte, grobe Stängel ist mit zurückgebogenen, borstigen Haaren bedeckt. Die Laubblätter der grundständigen Rosette wie die unteren lang gestielt und die Blattstiele sind behaart. Laubblätter sind oval-lanzettlich, an der Spreitenbasis herzförmig, an der Spitze abgerundet, gekerbt. Blattoberseite ist grün, mit verstreuten Haaren, unterseits deutlich geadert, grau, und reichlich angepressten Sternhaaren.

### Generative Merkmale
Die Blütezeit ist im Juli. Der Blütenstand ist sehr dicht, kompakt, länglich, speerförmig. Die fast sitzenden Tragblätter eiförmig-lanzettlich, dicht mit Sternhaaren und einfachen Gliederhaaren besetzt, so lang wie oder kürzer wie die Blüten. Die zwittrigen Blüten sind zygomorph mit doppelter Blütenhülle. Die 13 Millimeter langen Kelchblätter sind auf 2/3 bis 3/5 ihrer Länge breit-röhrig verwachsen. Die violette Blütenkrone ist zweilippig. Die Kronröhre ist verstreut behaart. Die Oberlippe so lang wie oder kürzer als die Unterlippe. Die Unterlippe besitzt einen breit-gerundeten Mittellappen und gerundete Seitenlappen. Die Staubblätter und die Narbe überragen die Blütenkrone.

## Vorkommen
Betonica orientalis kommt im Kaukasusraum im südlichen und östlichen Transkaukasien vor und ist generell von der östlichen Türkei bis zum nordwestlichen Iran verbreitet.
Betonica orientalis gedeiht auf trockenen Hängen und in Gebüschformationen.

## Taxonomie
Die Erstveröffentlichung von Betonica orientalis erfolgte 1753 durch Carl von Linné. Der Holotypus liegt im Linnean Herbarium in London. Linné hat als Herkunft nur aus dem „Orient“ angegeben. Das Artepitheton orientalis leitet sich vom lateinischen Wort für Kleinasien „Orient“ ab.
Synonyme für Betonica orientalis L. sind: Betonica macrostachya Wender, Stachys longifolia Benth.